# Aphrodite Burns
Pour les articles homonymes, voir Aphrodite (homonymie).
 (février 2023).
Si vous disposez d'ouvrages ou d'articles de référence ou si vous connaissez des sites web de qualité traitant du thème abordé ici, merci de compléter l'article en donnant les références utiles à sa vérifiabilité et en les liant à la section « Notes et références ».
Aphrodite Burns (France) ou Burns l'aime, elle non plus (Québec) (Hunka Hunka Burns in Love) est le 4e épisode de la saison 13 de la série télévisée d'animation Les Simpson,,.

## Synopsis
La famille Simpson va dans un restaurant de Chinatown, le quartier chinois de Springfield.
En mangeant un fortune cookie, Homer y découvre un message mais se plaint car il est mauvais. Il décide alors de parler au directeur du restaurant. Ce dernier l'embauche pour rédiger les messages, ce qui s'avère être une réussite. Les clients sont contents du message qu'ils ont lu.
Burns et Smithers découvrent eux aussi ces messages. Pour Burns le message est « L'amour rimera avec fête nationale ». Il décide aussitôt de trouver l'âme sœur mais en vain. Lorsqu'ils sortent d'une boîte de strip-tease, Burns (avec Smithers) constate qu'un policier lui a mis une contravention. Il s'apprêtait à crier sur lui mais le policier est une policière. Burns tombe amoureux…
Plus tard, elle et Homer seront enlevés par le Serpent… le Serpent ayant pris Homer pour le petit ami de Gloria. Le Serpent met finalement le feu à la maison où étaient retenus Gloria et Homer. Ce dernier réussit à sortir de la maison en flammes mais Gloria n'a pas réussi à sortir. Burns décide alors d'aller la chercher mais c'est finalement Gloria qui ramène Burns. Mais à la fin, Gloria décide de retourner avec le Serpent.